# 第三分野保険
第三分野保険（だいさんぶんやほけん）とは、日本における保険の分類のひとつ。以下に示す「第一分野」と「第二分野」のいずれにも属さないとされる疾病・傷害分野の保険であり、医療保険・介護保険・傷害保険などがこれに該当する。
- 第一分野（保険業法上の「生命保険固有分野」）: 終身保険、定期保険、養老保険など
- 第二分野（保険業法上の「損害保険固有分野」）: 火災保険、自動車保険など

現在の保険業法において、「第三分野」として明確に規定されている。保険会社は生命保険会社と損害保険会社の二つに分類され（同法第3条第2項）、リスクの性質の違いから、生命保険は生命保険会社のみ、損害保険は損害保険会社のみが取り扱うことができ、一つの保険会社がその両方を取り扱うことが禁じられているが（同法第3条第3項）、第三分野の保険商品は、生命保険会社と損害保険会社のどちらも取り扱うことが可能となっている（同法第3条第4項第2号、第3条第5項第2号）。
なお、2010年に施行された保険法においては、保険契約のうち、保険者が人の傷害疾病に基づき一定の保険給付を行うことを約するものを傷害疾病定額保険として位置づけている（同法第2条第9号）。

## 医療保険の概要
医療保険は疾病または災害などによる怪我による入院・手術の際の経済的損失を補う目的で販売された生命保険または損害保険の一種である。
2001年、各社が全面解禁に合わせて発売を強化し、CMや広告で目にする機会も増えてきた。
また、非対面での募集も解禁されており、電話営業やDM、郵送による簡便な手続きだけで契約ができることもあり契約数を急激に伸ばした。
入院日数に応じて給付される入院日額給付金、手術内容によって給付される手術給付金などを主契約または特約としており、その他に通院や投薬など会社所定の要件を満たす治療に関して給付金が支払われる特約などが設けられている。
従来の生命保険は死亡・高度障害保険金など会社ごとに大きな差はなかったが、保険会社各社はそれぞれ特徴ある商品設計を行うようになった。その一方で、日本の医療現場の変化に合わせて給付要件が変化しているため、保険自体が複雑化している傾向もある。
日本では、米国とは異なる医療制度を持つため、医療費の自己負担についての考え方は大きく異なる。日本は国民皆保険により国民の誰もが健康保険に加入をしていることから、高額療養費制度や医療費控除などの制度があるが、差額ベット代や交通費などの雑費、さらには休職による収入減少など、全額自己負担になるコストを考慮すると、医療保険は補完的な役割として重要であると位置づけられる。
保険料は年間一定額まで生命保険料控除の対象となり、区分は介護・医療保険料控除となる。

## 医療保険の変遷
- 入院日数の短期化…医療技術の高度化に伴い、身体への負担が少ない治療が増えたこともあり、短期入院が増えてきた。医療制度上も長期の入院は医療点数が下げられる傾向があるため、従来は20日以上の入院が主流だったが2010年頃までには要件が最短で日帰り入院まで短縮されることとなり、特約によりこれをカバーする短期入院特約や最初から入院日数が短くても給付される医療保険が2000年代後半には登場した。このため180日型、120日型、60日型などと給付日数が短いプランも登場した。
- 救命率の向上…医療技術の高度化に伴い救命率が上がり、これまでであれば助からない命が助かるようになった一方で半身不随・麻痺や様々な障害を残しての長期の入院または自宅療養が増えた。特に脳梗塞や認知症などに関してはリハビリを含めて1000日以上の入院となる場合もあり、医療保険の給付期間の短期化とは逆行する問題も出てきた。

これらの問題を解決する方法として就労不能障害保険などの新しい保障も2010年以降徐々に登場している。
- 手術給付の要件の見直し…従来、保険会社が独自に設定していた会社所定の給付要件(88種など)であった手術の種類が給付金不払いなどの温床になっているとして2010年以降、契約者が給付対象を理解しやすい公的健康保険制度と連動する手術給付の医療保険の提供を始めた。その一方で各社独自の商品特徴が失われ、レーシックや埋伏歯などによる給付は現在販売されている保険商品では保障の対象外となっている。
- 先進医療などへの対応…国が認可した医療機関などでの特定の治療に対して給付される。先進医療は事前検査や術後などには健康保険が適用されるが、治療そのものは自費となるため、治療によっては高額な医療費が発生することがある混合診療である。これらの費用をカバーするための保障を特約として提供している保険会社も多い。

## 限定的な取り扱いから自由化へ
当初、第三分野の保険については、中小の国内生保や外資生保に取り扱いが事実上限られていた。1974年、アメリカ合衆国のアメリカンファミリー生命保険（現アフラック生命保険株式会社）が日本での営業を開始し、第三分野に属する医療保険としてのがん保険を発売した。第三分野の保険の販売が中小の国内生保と外資生保に限られるなか、同社のがん保険における販売シェアは85%以上（1999年）にまで達した時期もある。
1996年4月、保険業に対する規制緩和を意図した新保険業法が施行され、生命保険業と損害保険業の相互参入が解禁となった。同法は日本国内の大手保険会社による第三分野への参入も可能とするはずであったが、外資系・米国系保険会社の要望を踏まえたアメリカ合衆国との協議（1994年から毎年開催された日米保険協議）の結果、第三分野を中小の国内生保と外資生保に限る取り扱いを2001年まで延長する政策（激変緩和措置）が決定された。2001年、同措置撤廃の期限を迎えたものの、同年1月に同分野参入が解禁されたのは大手生命保険会社と損害保険会社の子会社生保のみであり、大手損保の市場参入については半年遅れの同7月からとなった。
これをもって初めて第三分野の販売は完全に自由化され、多くの保険会社が参入することとなった。
一般的な生命保険(死亡保障)に特約で付加される場合と、医療保険自体(入院日額給付)を主契約とする場合とがある。
2001年に全面解禁されたことによりこれまで前者の取り扱いしかできなかった国内生命保険会社も、後者の医療保険単品での販売が可能となった。

## 主な第三分野の保険商品
- 医療保険・疾病保険（がん保険に代表される特定疾病保険など）
- 介護保険 (民間介護保険)
- 就業不能障害保険

## 第三分野保険における不当な不払い
第三分野保険の自由化に伴い多種多様な商品が登場していった傍らで、2005年、保険業界全体のモラルを問われる不祥事（保険金不払い事件）が発生。その一環で、2006年には三井住友海上火災保険の販売していた第三分野の保険にて悪質な不払いが発覚。その後、他の損保大手（東京海上日動火災保険、損害保険ジャパン、日本興亜損害保険、あいおい損害保険、ニッセイ同和損害保険）においても相次いで第三分野保険の不払いが発覚し、さらに損保中堅5社（富士火災海上保険、共栄火災海上保険、日新火災海上保険、スミセイ損害保険、明治安田損害保険）や外資系2社（AIU保険、アメリカンホーム保険）においても不当な不払いが行われていたことが判明した。
この第三分野保険における不払いは、契約者が請求したのにもかかわらず保険金を支払わないなど、他分野の不払いと比較して悪質さが目立つと指摘されている。その背景には、保障よりも商品の販売に力を注いでいたことにより、1つでも多く契約を締結したい保険代理店や募集人の商品販売時における免責事由等の説明不足といった不備があったり、商品を開発する保険会社自身が大量に溢れる商品の把握ができていなかったりなど、保険業界の利益が先行する業務方針によるものがあった。損保業界では既に2005年11月、2006年9月 - 10月に掛けての二度に渡る不払い調査で不当な不払いが大量に発覚しており、その直後にこの問題が発覚してしまったことから、保険業界への信頼がさらに薄らぐ要因となった。
2007年3月14日。東京海上日動火災保険、日本興亜損害保険、あいおい損害保険、富士火災海上保険、共栄火災海上保険、日新火災海上保険、ニッセイ同和損害保険、日立キャピタル損害保険、AIU保険、アメリカンホーム保険の10社は、支払い体制に重大な不備があると金融庁に指摘され、業務改善命令（内、東京海上日動火災保険、日本興亜損害保険、あいおい損害保険、富士火災海上保険、共栄火災海上保険、日新火災海上保険の6社は同時に一部業務停止命令）の行政処分を受けるにいたった。
各損保の状況としては、以下の通りである（2006年11月2日時点で判明していたデータを元にしている）。
| 保険会社               | 件数（件） | 金額（円）  |
| ---------------------- | ---------- | ----------- |
| 三井住友海上火災保険   | 1140       | 2億8,400万  |
| 損害保険ジャパン       | 975        | 2億7,000万  |
| 日本興亜損害保険       | 833        | 2億1,500万  |
| 東京海上日動火災保険   | 805        | 2億6,900万  |
| あいおい損害保険       | 470        | 1億4,500万  |
| ニッセイ同和損害保険   | 142        | 3,700万     |
| 富士火災海上保険       | 175        | 3,349万     |
| 共栄火災海上保険       | 154        | 5,536万     |
| 日新火災海上保険       | 68         | -           |
| 日立キャピタル損害保険 | 11         | 1043万9千   |
| 明治安田損害保険       | 2          | -           |
| スミセイ損害保険       | 1          | -           |
| アメリカンホーム保険   | 158        | 2,104万     |
| AIU保険                | 107        | 1,910万     |
| 合計：14               | 5,041      | 14億7,200万 |

- 表内の「-」は非公表または不明を表す。
- 金額はおよその数値も含まれている。

保険業界全体における保険金不払い問題の歴史や詳細は、保険金不払い事件を参照のこと。